# Mulheres Ricas (2.ª temporada)
Mulheres Ricas 2 foi um reality show brasileiro que relata a vida de mulheres brasileiras com altíssimo poder aquisitivo. O formato é proveniente dos Estados Unidos, o The Real Housewives, e é produzido pela produtora Eyeworks e exibido na Band. A primeira temporada foi exibida em 2012.
A segunda temporada estreou dia 7 de janeiro de 2013 pela Rede Bandeirantes. A atração também é exibida na TV paga pelo canal Travel & Living Channel (TLC) desde 6 de fevereiro de 2013.[carece de fontes?]

## Formato
Mulheres Ricas 2 acompanha a vida extravagante de socialites, incluindo maratonas de compras, festas, planejamento de viagens exóticas, e outros elementos da vida no luxo. Para a segunda edição do reality o diretor aposta em menos ostentação e mais conflitos entre as participantes.

## Participantes

### Fixas
A segunda temporada da atração conta com seis mulheres, uma a mais que na edição anterior:
- Aeileen Varejão Kunkel: Cantora de música sertaneja e herdeira de um poderoso haras. É a mais jovem das participantes, com 21 anos, vinda de uma família tradicional de Vitória (Espírito Santo).
- Andréa de Nóbrega: Humorista e atriz, é ex- mulher do apresentador Carlos Alberto de Nóbrega, com quem tem dois filhos gêmeos.
- Cozete Gomes: Empresária, socialite, dona da boate Skyline em São Paulo. Proprietária de um conglomerado de 8 empresas que leva o nome de Yes Corporation. Solteira e sem filhos.
- Mariana Mesquita: Atriz, ex-modelo e empresária. É esposa do ex-jogador de futebol da seleção brasileira Luizão.
- Narcisa Tamborindeguy: Carioca, herdeira do petróleo e de uma inestimável fortuna, escritora, jornalista e advogada, autora de dois best-sellers. Já foi casada com o diretor global Boninho e tem duas filhas.
- Val Marchiori: Socialite, ex-modelo brasileira e empresária de sucesso, fundou a Valmar Transportes considerada uma das maiores transportadoras do Mercosul com um frota de 300 carretas frigorificas. Já foi repórter e colunista do programa Amaury Jr. e da Rede Record por hobby. Foi casada com o bilionário Evaldo Ulinski com quem tem dois filhos gêmeos.

### Convidadas
- Lydia Leão Sayeg: Proprietária da joalheria Casa Leão, participou da primeira temporada.
- Brunete Fraccaroli: Empresária e arquiteta, é conhecida como a "Barbie Brasileira". Também participou da primeira temporada.
- Regina Manssur: Advogada, socialite, ficou famosa por ter trabalhado para o político  Fernando Collor.

## Recepção
A segunda temporada vem sendo descrita pela crítica como uma mudança de rumos no programa. Ao contrário da primeira edição, onde o cotidiano de compras e luxo foi o centro das atenções, na segunda, uma série de conflitos entre as participantes deu o tom do reality, que ganhou uma narrativa mais longa e elaborada.

## Episódios

### 1.º episódio (estreia)
São apresentadas as novas participantes da segunda temporada. Mariana, Aeileen, Cozete e Andréa participam de um chá no Museu do Ipiranga. Narcisa chega de helicóptero (após um "badalo") para o evento. Aeileen mostra sua fazenda e gasta mais de R$ 4 mil em botas e chapéus. Cozete apresenta sua casa de shows e Andréa sua mansão. Andréa rebate as declarações do seu ex-marido Carlos Alberto de Nóbrega insinuando que ela não seja rica. Cozete leva Andréa à um show de Fábio Júnior. Mariana organiza uma festa para seus amigos na sua mansão de praia em Maresias, litoral norte paulista.

### 2.º episódio
O episódio girou em torno da festa de aniversário de Narcisa, que foi extremamente luxuosa. O fechamento do aeroporto Campo de Marte fez com que Andrea, Cozete e Mariana voassem para o Rio de Janeiro em um avião comercial. Aeileen canta em homenagem a Narcisa mas não gosta da recepção do público presente. Três baterias de escolas de samba tocam na festa. O cantor Paulo Ricardo canta o "parabéns pra você". Mariana prepara um jantar romântico para o marido Luizão e ele não aparece. Andréa leva sua filha em um desfile infantil. Lydia Sayeg comunica Val Marchiori sobre a festa de Regina Manssur.

### 3.º episódio
Cozete marca uma reunião de Aeileen com o produtor musical Rick Bonadio. Narcisa salta de asa delta pela primeira vez no Rio de Janeiro. Cozete se encontra com Erika, mãe de Aeileen, para falar sobre a carreira da jovem. A advogada Regina Manssur convida Aeileen, Cozete e Mariana para uma jantar requintado em sua casa, além delas, as participantes da primeira temporada Brunete Fraccaroli e Lydia Sayeg, também estão no evento. Mesmo sem ser convidada Val vai ao jantar, após ser chamada por Lydia Sayeg. O encontro traz muitos conflitos entre as mulheres. Andréa recusa o convite de Cozete para viajar a Portugal. Aeileen e Cozete viajam para Lisboa.

### 4.º episódio
Mariana Mesquita se desdobra para organizar uma festa surpresa para o marido Luizão, ex-jogador de futebol. Cozete Gomes e Aeileen Kunkel continuam sua viagem para Portugal, onde são assediadas por turistas e depois acabam se estranhando quando Cozete pergunta a Aeileen se a mesma seria virgem. Val Marchiori cai na balada com as amigas. Andréa Nóbrega é assediada pelo ex-jogador Vampeta na festa de Luizão. Narcisa Tamborindeguy visita ilha paradisíaca em Angra dos Reis na companhia de seu amigo Ricardo Rique.

### 5.º episódio
Mariana Mesquita convida todas as  mulheres ricas para um dia relax em um spa no interior de São Paulo. E a hospedagem é marcada pelas trocas de farpas e risadas, especialmente quando as ricas brincam de "jogo da verdade". Val chora ao comentar sua relação com sua família. Aeileen, que não está presente, é criticada pelas demais. Narcisa Tamborindeguy tem um dia de "assédio" dos fãs pelo Rio e conhece o gari Renato Sorriso, enquanto desfila com seus carros de luxo pela capital carioca, durante esse período Cozete Gomes viaja para Paris com seus empregados para que o artista Odamar Versolatto faça seu retrato.

### 6.º episódio
Aeileen e Val passam o dia juntas indo a um spa, ao cabeleireiro e às compras. Narcisa compra um presente de aniversário para Cozete. Todas as ricas (exceto Val e Regina) vão à festa de aniversário de Cozete. Narcisa Tamborindeguy, muito mais animada rouba a cena no aniversário de Cozete. A apresentadora Palmirinha ensina Andrea a cozinhar.

### 7.º episódio
Val Marchiori convida Mariana Mesquita para passar um dia em Angra dos Reis; Mariana pede autorização a Val para convidar Cozete e passar o dia com elas. Aeileen reencontra o produtor musical Rick Bonadio para mostrar sua melhora e faz seu primeiro ensaio com sua nova banda. Cozete Gomes e Val Marchiori se alfinetam durante todo o passeio e a discussão acaba ficando séria entre elas. Mariana faz um ensaio fotográfico para seu book de atriz e quer saber a opinião de Cozete. Cozete visita Gramado para escolher o novo mobiliário de sua mansão.

### 8.º episódio
Mariana e Luizão vão a jogo de futebol do filho e sofrem com a derrota. Aeileen continua com os preparativos para fazer o show de abertura do cantor Leonardo. Cozete, Andrea e Val vão a chá da tarde nos Jardins. Brunete Fraccaroli ajuda Andrea a organizar sua festa de aniversário. Aeileen e Regina Manssur vão ao cirurgião plástico. Em festa de aniversário de Andrea, Aeileen é barrada na porta. Andrea hostiliza Cozete e Aeileen a noite toda, e paparica Mariana, no fim da festa, toma banho de champanhe e se joga na piscina de sua mansão. Mariana faz teste de teatro e vai muito mal.

## Audiências
| #1                                                              | 7 de Janeiro de 2013    | 4,1 pontos                     |
| #2                                                              | 14 de Janeiro de 2013   | 3,5 pontos [carece de fontes?] |
| #3                                                              | 21 de Janeiro de 2013   | 4 pontos[carece de fontes?]    |
| #4                                                              | 28 de Janeiro de 2013   | 4 pontos                       |
| #5                                                              | 4 de Fevereiro de 2013  | 5 pontos                       |
| #6                                                              | 11 de Fevereiro de 2013 | 4 pontos                       |
| #7                                                              | 18 de Fevereiro de 2013 | 3 pontos                       |
| (*) Cada ponto equivale a 60 mil domicílios na Grande São Paulo |                         |                                |